# 로스앤젤레스 국제학교
로스앤젤레스 국제학교(Lycée international de Los Angeles, LILA; International School of Los Angeles)는 미국 캘리포니아주 로스앤젤레스군의 12년제 초중고등학교이다. 1978년 미국 캘리포니아주 로스앤젤레스군에서 첫 개교되어 현재에 이르고 있으며, 중앙 관리 사무실은 버뱅크에 위치한다.